# صافیتا
صافیتا (به عربی: صافیتا) یک منطقهٔ مسکونی در سوریه است که در بخش صافیتا واقع شده‌است.